# Premios Valle-Inclán de Teatro
El Premio Valle-Inclán es un galardón que concede el suplemento «El Cultural» del diario El Mundo. Está dirigido a la profesión teatral, premiando a una persona vinculada profesionalmente a los trabajos teatrales que se hayan exhibido en los escenarios madrileños durante el año de la edición, otorgándose en la primavera del siguiente año. Se otorgó por primera vez en la primavera de 2007, correspondiendo a la convocatoria de la cartelera teatral del año 2006. Los patrocinadores han sido la «Fundación Feima» (ediciones I, II, III y IV) y la «Fundación Coca-Cola» (ediciones IV, V, VI y VII).
El premio, que de acuerdo a sus bases no puede quedarse desierto, se decide mediante jurado, que en una primera reunión realiza una selección de la que salen elegidos los doce finalistas que optarán al premio. A continuación, y en el transcurso de una cena de gala, se inicia una serie de votaciones por el sistema de «Goncourt», basado en sucesivas eliminaciones a través de tres rondas de votaciones embargadas, en cada una de las cuales se elimina al candidato con menos papeletas; en la primera se reducen los doce finalistas a cinco; en la segunda a dos; y finalmente, en la tercera, se elige al ganador. El ganador es recompensado con un trofeo del escultor Víctor Ochoa Sierra, y 50.000 €, siendo en la actualidad, desde su creación, el premio teatral de mayor dotación económica en España.

## Ediciones
| Edición | Año  | Ganador              | |
| ------- | ---- | -------------------- | --- |
| I       | 2006 | Juan Echanove        | por la interpretación de Michel en Plataforma, adaptación escénica de la novela de Michel Houellebecq |
| II      | 2007 | Angélica Liddell     | por la interpretación, la dirección y la autoría de El año de Ricardo                                 |
| III     | 2008 | Juan Mayorga         | por la autoría de La paz perpetua                                                                     |
| IV      | 2009 | Núria Espert         | por la interpretación de Bernarda Alba en La casa de Bernarda Alba, de Federico García Lorca          |
| V       | 2010 | Francisco Nieva      | por la dirección y la autoría de Tórtolas, crepúsculo y... telón                                      |
| VI      | 2011 | Carmen Machi         | por la interpretación de Helena de Troya en Juicio a una zorra, de Miguel del Arco                    |
| VII     | 2012 | Miguel del Arco      | por la dirección en De ratones y hombres, adaptación escénica de la novela de John Steinbeck          |
| VIII    | 2013 | Carlos Hipólito      | por la interpretación en la obra El crédito de Jordi Galcerán                                         |
| IX      | 2014 | Concha Velasco       | por la interpretación en Hécuba del personaje homónimo                                                |
| X       | 2015 | Aitana Sánchez-Gijón | por la interpretación de Medea, en la obra homónima de Eurípides, bajo la dirección de Andrés Lima    |
| XI      | 2016 | Ernesto Caballero    | por la dirección de El laberinto mágico, adaptación de José Ramón Fernández de las novelas de Max Aub |
| XII     | 2017 | Alfredo Sanzol       | por el texto y el montaje de La ternura en el Teatro de La Abadía                                     |
| XIII    | 2018 | Magüi Mira           | por la versión y la dirección de Consentimiento, de Nina Raine                                        |
| XIV     | 2019 | Aplazado             | |

### I Premio Valle-Inclán (2006)
El I Premio Valle-Inclán, correspondiente a trabajos exhibidos en la cartelera teatral madrileña del año 2006, se falló el 26 de marzo de 2007.
Ganador:
- Juan Echanove, por la interpretación de Michel en Plataforma, adaptación escénica de la novela de Michel Houellebecq

Finalistas:
- Albert Boadella, por la dirección y la autoría de Controversia del toro y el torero
- Ernesto Caballero, por la dirección en Sainetes, de Ramón de la Cruz
- Juan Echanove, por la interpretación de Michel en Plataforma, adaptación escénica de la novela de Michel Houellebecq
- Núria Espert, por la interpretación de Alice en Play Strindberg, de Friedrich Dürrenmatt
- Belén Fabra, por la interpretación de Marylise en Plataforma, adaptación escénica de la novela de Michel Houellebecq
- Celia Freijeiro, por la interpretación de María en El color de agosto, de Paloma Pedrero
- José Luis Gómez, por la interpretación de Edgar en Play Strindberg, de Friedrich Dürrenmatt
- Irina Kouberskaya, por la dirección en El retablo de la avaricia, la lujuria y la muerte, de Ramón del Valle Inclán
- Paloma Pedrero, por la autoría de Beso a beso
- Juan Carlos Pérez de la Fuente, por la dirección en El mágico prodigioso, de Pedro Calderón de la Barca
- Aitana Sánchez-Gijón, por la interpretación de Amelia en Cruel y tierno, de Martin Crimp
- Julieta Serrano, por la interpretación de la Señora Frola en Así es (si así os parece), de Luigi Pirandello y la interpretación de La Tatula en Divinas palabras, de Ramón del Valle Inclán

Jurado:
Presidente: Francisco Nieva; Vocales: Antonio Mingote, Luis María Anson, Jaime de Armiñán, Ana Diosdado, Analía Gadé, Antonio Garrigues Walker, José Luís López Vázquez, Blanca Marsillach, Jaime Siles, Javier Villán, Ruperto Merino Solís, Manuel Llorente Machado, Liz Perales y Marta Rey Bouzas.

### II Premio Valle-Inclán (2007)
El II Premio Valle-Inclán, correspondiente a trabajos exhibidos en la cartelera teatral madrileña del año 2007, se falló el 14 de abril de 2008.
Ganadora:
- Angélica Liddell, por la interpretación, la dirección y la autoría de El año de Ricardo

Finalistas:
- Ana Belén, por la interpretación de Fedra en Fedra, de Eurípides
- Ernesto Caballero, por la dirección en Auto, del propio Ernesto Caballero
- Chete Lera, por la interpretaión de Edgar Allan Poe en ¿Dónde estás, Ulalume, dónde estás?, de Alfonso Sastre
- Angélica Liddell, por la interpretación, la dirección y la autoría de El año de Ricardo
- Andrés Lima, por la dirección en Marat/Sade, de Peter Weiss
- María Pastor, por la interpretación de Anna en El juego de Yalta, de Brian Friel
- Blanca Portillo, por la interpretación de en Mujeres soñaron caballos, de Daniel Veronese
- Belén Rueda, por la interpretación de Anna en Closer, de Patrick Marber
- Alfonso Sastre, por la autoría de ¿Don éstas, Ulalume, dónde estás?
- Gerardo Vera, por la dirección en Un enemigo del pueblo, de Henrik Ibsen
- Daniel Veronese, por la dirección y la autoría de Mujeres soñaron caballos
- Ana Zamora, por la dirección en Misterio del Cristo de los Gascones

Jurado:
Presidente: Francisco Nieva; Vocales: Juan Echanove, Luis María Anson, Antonio Mingote, Antonio Garrigues Walker, Jaime Siles, Javier Villán, Albert Boadella, Ignacio Amestoy, Ignacio García May, Paloma Pedrero, Analía Gadé, Manuel Lorente Machado, Ruperto Merino Solís, Liz Perales y Marta Rey Bouzas.

### III Premio Valle-Inclán (2008)
El III Premio Valle-Inclán, correspondiente a trabajos exhibidos en la cartelera teatral madrileña del año 2008, se falló el 16 de marzo de 2009.
Ganador:
- Juan Mayorga, por la autoría de La paz perpetua

Finalistas:
- Javier Daulte, por la dirección y autoría de Nunca estuviste tan adorable
- Mariano de Paco Serrano, por la dirección en La fierecilla domada, de William Shakespeare
- Ángel Facio, por la dirección en Los cuernos de Don Friolera, de Ramón del Valle Inclán
- Carmen Machi, por la interpretación de Harriet en La tortuga de Darwin, de Juan Mayorga
- Juan Mayorga, por la autoría de La paz perpetua
- Paloma Pedrero, por la dirección y autoría de Caídos del cielo
- Vicky Peña, por la interpretación de Mrs. Lovett en Sweeney Todd, de Stephen Sondheim
- Juan Carlos Pérez de la Fuente, por la dirección en Puerta del Sol. Un episodio nacional, adaptación escénica de la novela de Benito Pérez Galdós
- Àlex Rigola, por la dirección en 2666, adaptación escénica de la novela de Roberto Bolaño
- Aitana Sánchez-Gijón, por la interpretación de Verónica (Véronique Houllié) en Un dios salvaje, de Yasmina Reza
- Maribel Verdú, por la interpretación de Ana (Annette Reille) en Un dios salvaje, de Yasmina Reza
- Ana Zamora Tardío, por la dirección en el Auto de los Reyes Magos

Jurado:
Presidente: Francisco Nieva; Vocales: Juan Echanove, Luis María Anson, Antonio Mingote, Antonio Garrigues Walker, Jaime Siles, Javier Villán, Albert Boadella, Ignacio Amestoy, Eduardo Pérez-Rasilla Bayo, Ruperto Merino Solís, Manuel Llorente Machado, Paloma Zuriaga, Liz Perales y Marta Rey Bouzas.

### IV Premio Valle-Inclán (2009)
El IV Premio Valle-Inclán, correspondiente a trabajos exhibidos en la cartelera teatral madrileña del año 2009, se falló el 16 de marzo de 2010.
Ganadora:
- Núria Espert, por la interpretación de Bernarda Alba en La casa de Bernarda Alba, de Federico García Lorca

Finalistas:
- Albert Boadella, por la dirección y la autoría en La cena
- Miguel del Arco, por la dirección, la producción y la coautoría en La función por hacer, de Miguel del Arco y Aitor Tejada
- Núria Espert, por la interpretación de Bernarda Alba en La casa de Bernarda Alba, de Federico García Lorca
- José Ramón Fernández Domínguez, por la autoría de La Tierra
- Josep Maria Flotats, por la interpretación de René Descartes, la dirección y la producción en El encuentro de Descartes con Pascal joven, de Jean Claude Brisville
- Mario Gas, por la dirección en Muerte de un viajante, de Arthur Miller
- Carlos Hipólito, por la interpretación de Shelley 'The Machine' Levene en Glengarry Glen Ross, de David Mamet
- Juan Carlos Pérez de la Fuente, por la dirección y la producción en Angelina o el honor de un brigadier, de Enrique Jardiel Poncela
- Blanca Portillo, por la interpretación de Hamlet en Hamlet, de William Shakespeare
- Santiago Ramos, por la interpretación de Charles Smith en Noviembre, de David Mamet
- Rosa María Sardà, por la interpretación de La Poncia en La casa de Bernarda Alba, de Federico García Lorca
- Sonia Sebastián, por la dirección en Entrometidos (entremeses de Cervantes) (El viejo celoso y La cueva de Salamanca), de Miguel de Cervantes

Jurado:
Presidente: Francisco Nieva; Vocales: Juan Echanove, Juan Mayorga, Luis María Anson, Antonio Mingote, Antonio Garrigues Walker, Jaime Siles, Javier Villán, Ignacio Amestoy, Eduardo Pérez-Rasilla Bayo, Ruperto Merino Solís, Manuel Llorente Machado, José María García-Luján Martínez, Paloma Zuriaga, Liz Perales, Mariano Torralba Mateos, Marta Rey Bouzas y Marcos de Quinto Romero.

### V Premio Valle-Inclán (2010)
El V Premio Valle-Inclán, correspondiente a trabajos exhibidos en la cartelera teatral madrileña del año 2010, se falló el 18 de abril de 2011.
Ganador:
- Francisco Nieva, por la dirección y la autoría de Tórtolas, crepúsculo y... telón

Finalistas:
- Ignacio Amestoy, por la autoría de La última cena
- Albert Boadella, por la dirección y la autoría de 2036 Omena-G
- Ernesto Caballero, por la dirección en La colmena científica o el café de Negrín, de José Ramón Fernández Domínguez
- Mariano de Paco Serrano, por la dirección en El galán fantasma, de Pedro Calderón de la Barca
- Josep María Flotats, por la interpretación de Pierre-Augustin Caron de Beaumarchais y la dirección en Beaumarchais, de Sacha Guitry
- José Luis Gómez, por la interpretación de Hamm en Fin de partida, de Samuel Beckett
- Carlos Hipólito, por la interpretación de Joe Keller en Todos eran mis hijos, de Arthur Miller
- Francisco Nieva, por la dirección y la autoría de Tórtolas, crepúsculo y... telón
- Joaquín Notario, por la interpretación de Pedro Crespo en El alcalde de Zalamea, de Pedro Calderón de la Barca
- Laila Ripoll, por la autoría de Santa Perpetua
- Sonia Sebastián, por la dirección en El imaginario de Cervantes, adaptación escénica de textos teatrales de Miguel de Cervantes
- Concha Velasco, por la interpretación de en La vida por delante, adaptación escénica de la novela de Romain Gary

Jurado:
Presidente: Antonio Mingote; Vocales: Juan Echanove, Juan Mayorga, Núria Espert, Luis María Anson, Antonio Garrigues Walker, Jaime Siles, Javier Villán, Eduardo Pérez-Rasilla Bayo, Manuel Llorente Machado, José María García-Luján Martínez, Paloma Zuriaga, Ruperto Merino Solís, Liz Perales, Mariano Torralba Mateos y Marcos de Quinto Romero.

### VI Premio Valle-Inclán (2011)
El VI Premio Valle-Inclán, correspondiente a trabajos exhibidos en la cartelera teatral madrileña del año 2011, se falló el 23 de abril de 2012.
Ganadora:
- Carmen Machi, por la interpretación de Helena de Troya en Juicio a una zorra, de Miguel del Arco

Finalistas:
- Amparo Baró, por la interpretación de Violet Weston en Agosto (Condado de Osage), de Tracy Letts
- Albert Boadella, por la dirección en Amadeu, adaptación escénica de composiciones zarzuelísticas de Amadeo Vives
- Miguel del Arco, por la dirección en Veraneantes, de Maxim Gorki
- Jordi Galcerán, por la autoría de Burundanga. El final de una banda
- Mario Gas, por la dirección en Un tranvía llamado Deseo, de Tennessee Williams
- Carmen Machi, por la interpretación de Helena de Troya en Juicio a una zorra, de Miguel del Arco
- Paloma Pedrero, por la autoría de En la otra habitación
- Josep María Pou, por la interpretación del Inspector Goole y la dirección en Llama un inspector, de John Boynton Priestley
- Aitana Sánchez-Gijón, por las interpretaciones de Teresa Sánchez Arriaga, Rais y Edith Stein (Teresa Benedicta de la Cruz) en Santo (Mientras Dios duerme, Los coleccionistas, Oratorio para Edith Stein), de Ignacio del Moral, Ignacio García May y Ernesto Caballero, respectivamente
- Alfredo Sanzol, por la dirección y autoría de En la luna
- Julieta Serrano, por la interpretación de Hortensia en La sonrisa etrusca, adaptación escénica de la novela de José Luis Sampedro
- Gerardo Vera, por la dirección en Agosto (Condado de Osage), de Tracy Letts

Jurado:
Presidente: Francisco Nieva; Vocales: Juan Echanove, Juan Mayorga, Núria Espert, Luis María Anson, Antonio Garrigues Walker, Jaime Siles, Javier Villán, Eduardo Pérez-Rasilla Bayo, Ruperto Merino Solís, Manuel Llorente Machado, José María García-Luján Martínez, Paloma Zuriaga, Liz Perales, Mariano Torralba Mateos y Marcos de Quinto Romero.

### VII Premio Valle-Inclán (2012)
El VII Premio Valle-Inclán, correspondiente a trabajos exhibidos en la cartelera teatral madrileña del año 2012, se falló el 8 de abril de 2013.
Ganador:
- Miguel del Arco, por la dirección en De ratones y hombres, adaptación escénica de la novela de John Steinbeck

Finalistas:
- María Adánez, por la interpretación de Alicia en La verdad, de Florian Zeller
- Miguel Alcantud, por la creación del espacio escénico Microteatro por dinero.
- Juan Diego Botto, por la interpretación y autoría de Un trozo invisible de este mundo
- Miguel del Arco, por la dirección en De ratones y hombres, adaptación escénica de la novela de John Steinbeck
- José María Flotats, por la interpretación de Miguel y la dirección en La verdad, de Florian Zeller
- José Luis Gómez, por la interpretación de El Principito en El Principito, adaptación escénica de la novela de Antoine de Saint-Exupéry
- Carlos Hipólito, por la interpretación de Benjamin Stone en Follies, de Stephen Sondheim
- Magüi Mira, por la interpretación de Cathy en La anarquista, de David Mamet
- Vicky Peña, por la interpretación de María Moliner en Diccionario, de Manuel Calzada
- Helena Pimenta, por la dirección en La vida es sueño, de Pedro Calderón de la Barca
- Blanca Portillo, por la interpretación de Segismundo en La vida es sueño, de Pedro Calderón de la Barca
- Ron Lalá (compañía), por la interpretación y la autoría de Siglo de Oro, siglo de ahora (folia)

Jurado:
Presidente: Francisco Nieva; Vocales: Juan Echanove, Juan Mayorga, Núria Espert, Carmen Machi, Luis María Anson, Antonio Garrigues Walker, Javier Villán, Eduardo Pérez-Rasilla Bayo, Ruperto Merino Solís, José María García-Luján Martínez, Paloma Zuriaga, Mariano Torralba Mateos, Liz Perales y Marcos de Quinto Romero.

### VIII Premio Valle-Inclán (2013)
El VIII Premio Valle-Inclán se concedió a los espectáculos estrenados en Madrid durante el año 2013. El ganador se dio a conocer el 28 de abril de 2014.
Ganador:
- Carlos Hipólito, por la interpretación en la obra El crédito de Jordi Galcerán.

Finalistas:
- Carlos Hipólito, por la interpretación en la obra El crédito, de Jordi Galcerán.
- Celia Freijeiro, por la interpretación de Beatriz en Los Cenci, obra de Artaud.
- Asier Etxeandía, por la interpretación en El Intérprete.
- Jordi Galcerán, por la autoría de su texto El crédito.
- Magüi Mira, por la dirección de la obra Kathie y el hipopótamo, adaptación de la obra de Mario Vargas Llosa.
- Ernesto Caballero, por la versión y dirección de Montenegro, adaptación de las Comedias bárbaras, de Valle-Inclán.
- Sergi López, por la interpretación en 30/40 Livingstone.
- Santiago Sánchez y Carlos Martín, por la dirección de Transición, del texto de Alfonso Plou y Julio Salvatierra.
- Gerardo Vera, por la dirección de El cojo de Inishmaan, del texto de Martin McDonagh.
- Terele Pávez, por la interpretación en El cojo de Inishmaan, del texto de Martin McDonagh.
- Aitana Sánchez-Gijón, por la interpretación en La Chunga, dirigida por Joan Ollé.
- María Hervás, por la interpretación en Confesiones a Alá, obra basada en la novela de Saphia Azzeddine, adaptada y dirigida por Arturo Turón.

Jurado:
Presidenta: Nuria Espert; Vocales: Luis María Anson, Carmen Machi, Juan Mayorga, Juan Echanove, Antonio Garrigues Walker, Pedro García-Cuartango, Manuel Llorente, Javier Villán, Marcos de Quinto, Ruperto Merino, José María García-Luján, Paloma Zuriaga, Mariano Torralba, Liz Perales, José María Siles y Eduardo Pérez Rasilla.

### IX Premio Valle-Inclán (2014)
El IX Premio Valle-Inclán se concedió a los espectáculos estrenados en Madrid durante el año 2014. El ganador se dio a conocer el 14 de abril de 2015.
Ganadora:
- Concha Velasco, por la interpretación en Hécuba del personaje homónimo.

Finalistas:
- José Sacristán, por la interpretación en El loco de los balcones, adaptación de Gustavo Tambascio de la obra de Mario Vargas Llosa.
- Ernesto Caballero, por la adaptación y la dirección de Rinoceronte, basado en un texto de Ionesco.
- Concha Velasco, por la interpretación en Hécuba del personaje homónimo.
- Ignacio Amestoy, por la autoría del texto Dionisio Ridruejo. Una pasión española.
- Lluís Pasqual, por la dirección de El caballero de Olmedo, de Lope de Vega.
- Blanca Portillo, por la interpretación de El testamento de María, adaptación de la novela de Colm Tóibín, dirigida por Agustí Villaronga.
- Sanchis Sinisterra, por la texto Éramos tres hermanas, una reinterpretación de Tres hermanas, de Chéjov.
- Alfredo Sanzol, por la autoría y la dirección de La calma mágica.
- Paloma Pedrero, por la autoría y la dirección de Magia-Café.
- Santiago Sánchez, por la dirección de Decamerón Negro.
- Arturo Fernández, por la actuación, dirección y producción de Enfrentados, una obra de Bill C. Davis.
- José Ricardo Morales, por la autoría de una serie de obras recuperadas en un ciclo del Centro Dramático Nacional.

Jurado:
Presidente: Antonio Garrigues Walker. Vocales: Luis María Anson, José Núñez Cervera, Juan José Litrán, Pedro García Cuartango, Manuel Llorente, Javier Villán, Nuria Espert, Carmen Machi, Juan Mayorga, Ruperto Merino, José María García-Luján, Paloma Zuriaga, Mariano Torralba, Liz Perales, Jaime Siles y Eduardo Pérez Rasilla.

### X Premio Valle-Inclán (2015)
El X Premio Valle-Inclán se concedió a los espectáculos estrenados en Madrid durante el año 2015. El ganador se dio a conocer el 11 de abril de 2016.
Ganadora:
- Aitana Sánchez-Gijón, por la interpretación de Medea, en la obra homónima de Eurípides, bajo la dirección de Andrés Lima.

Finalistas:
- Gerardo Vega, por la dirección del montaje de Los hermanos Karamázov.
- Ana Belén, por la interpretación de Medea, en la visión dirigida por José Carlos Plaza y escrita por Vicente Molina Foix.
- Àlex Rigola, por la dirección de El público, de Federico García Lorca.
- Alfredo Sanzol, por la dirección de Edipo Rey, de Sófocles.
- Israel Elejalde, por la interpretación en La clausura del amor, de la obra escrita y dirigida por Pascal Rambert.
- Fernando Arrabal, por la autoría de Pingüinas, dirigida por Pérez de la Fuente, y El arquitecto y el emperador de Asiria, dirigida por Corina Florillo.
- Aitana Sánchez-Gijón, por la interpretación de Medea, en la obra homónima de Eurípides, bajo la dirección de Andrés Lima.
- Irene Escolar, por la interpretación en El público, montaje de Àlex Rigola del texto de García Lorca.
- Alberto Conejero, por la autoría de La piedra oscura.
- Carmelo Gómez, por la interpretación en El alcalde de Zalamea, en el montaje de Helena Pimenta.
- Santiago Sánchez, por la dirección y autoría de La Crazy Class.
- María Hervás, por la interpretación en Amnesia, piezas teatral del argentino Matías Umpierrez.

Jurado:
Presidente: Antonio Garrigues Walker. Vocales: Luis María Ansón, José Nuñez Cervera, Manuel Llorente, Ruperto Merino, José María García Luján, Paloma Zuriaga, Mariano Torralba, Liz Perales, Jaime Siles, Eduardo Pérez Rasilla, Javier Villán y Carmen Machi.

### XI Premio Valle-Inclán (2016)
El XI Premio Valle-Inclán se concedió a los espectáculos estrenados en Madrid durante el año 2016. El ganador se dio a conocer el 28 de marzo de 2017.
Ganador:
- Ernesto Caballero, por la dirección de El laberinto mágico, adaptación de José Ramón Fernández de las novelas de Max Aub.

Finalistas:
- Ernesto Caballero, por la dirección de El laberinto mágico, adaptación de José Ramón Fernández de las novelas de Max Aub.
- Pedro Casablanc, por la interpretación en Yo, Feuerbach, texto de Tankred Dorst dirigido por Antonio Simón.
- Alfredo Sanzol, por la autoría y dirección de La respiración.
- Sergio Peris-Mencheta, por la versión y dirección de La cocina, adaptación del texto de Arnold Wesker.
- Mario Gas, por la dirección de Incendios, del texto de Wajdi Mouawad.
- Paco Bezerra, por la autoría de El pequeño poni, dirigida por Luis Luque.
- Israel Elejalde, por la interpretación de Hamlet en la obra homónima, versión de Miguel del Arco.
- José Sacristán, por la interpretación en La muñeca de porcelana, obra de David Mamet dirigida por Juan Carlos Rubio.
- Maribel Verdú, por la interpretación en Invencible, texto de Torben Betts dirigida por Daniel Veronese.
- María Adánez, por la interpretación en El pequeño poni, texto de Paco Bezerra dirigido por Luis Luque.
- José Luis Arellano, por la dirección de La Odisea, adaptación de Alberto Conejero del texto de Homero.
- Ana Peinado, por la interpretación en Ana el once de marzo, texto de Paloma Pedrero dirigido por la propia autora y Pilar Rodríguez.

Jurado:
Presidente: Antonio Garrigues Walker. Vocales: Luis María Ansón, Juan José Litrán, Manuel Llorente, Ruperto Merino, José María García Luján, Paloma Zuriaga, Mariano Torralba, Robert Muro, Liz Perales, Jaime Siles, Eduardo Pérez Rasilla y Javier Villán.

### XII Premio Valle-Inclán (2017)[43]
El XII Premio Valle-Inclán se concedió a los espectáculos estrenados en Madrid durante el año 2017. El ganador se dio a conocer el 7 de mayo de 2018.
Ganador
- Alfredo Sanzol, por el texto y el montaje de La ternura en el Teatro de La Abadía.

Finalistas:
- Luis Bermejo, por Heartbreak Hotel Vania
- Denise Despeyroux, por Un tercer lugar
- Israel Elejalde, por Ensayo
- Irene Escolar, por Heartbreak Hotel Vania

- José Luis Gómez, por La Celestina
- María Hervás, por Iphigenia en Vallecas
- Andrés Lima, por Las brujas de Salem
- Luis Luque, por La cantante calva
- Pablo Messiez, por He nacido para verte sonreír
- Natalia Millán, por Billy Elliot
- Àlex Rigola, por Heartbreak Hotel Vania
- Alfredo Sanzol, por La ternura

Jurado:
- Presidente: Antonio Garrigues Walker
- Vocales: Luis María Anson, Javier Villán, Eduardo Pérez Rasilla, Manuel Llorente, Ruperto Merino, José Mª García-Luján, Paloma Zuriaga, Mariano Torralba, Robert Muro y Liz Perales.

### XIII Premio Valle-Inclán (2018)[45]
El XIII Premio Valle-Inclán se concedió a los espectáculos estrenados en Madrid durante el año 2018. 
Ganador
- Magüi Mira, por la versión y la dirección de Consentimiento, de Nina Raine.

Finalistas:
- Magüi Mira, por Consentimiento
- Sergio Peris-Mencheta, por Lehman Trilogy
- Israel Elejalde, por Un enemigo del pueblo
- Irene Escolar, por Mammón
- El Brujo, por Esquilo, nacimiento y muerte de la tragedia
- José Sacristán, por Muñeca de porcelana
- María Hervás, por Las Crónicas de Peter Sanchidrián
- Silvia Marsó, por 24 horas en la vida de una mujer
- Alberto Conejero, por Todas las noches de un día
- Mario Gas, por El concierto de San Ovidio
- Josep Maria Flotats, por Voltaire/Rousseau. La disputa
- Ramón Paso, por Las leyes de la relatividad aplicadas a las relaciones sexuales

Jurado:
- Presidente: Antonio Garrigues Walker
- Vocales: Luis María Anson, Manuel Llorente, José Mª García-Luján, Paloma Zuriaga, Mariano Torralba, Robert Muro, Javier Villán, Liz Perales, Jaime Siles, Ana Garay, Antonio Gárate Oronoz, Jesús Fonseca.

### XIV Premio Valle-Inclán (2019)
El XVI Premio Valle-Inclán 2019 presenta a los finalistas de la próxima edición del galardón más prestigioso del teatro español, nueve actores y tres directores que competirán por la preciada estatuilla.
 Ganador: Se esperaba su anuncio durante el año 2020 pero debido a las recomendaciones de sanidad respecto a la pandemia del coronavirus se decidió aplazar.
Finalistas: 
- José Sacristán, por Señora de rojo sobre fondo gris[48]
- Andrés Lima, por Shock (el condor y el puma)
- Josep Maria Pou, por Moby Dick
- Emilio Gutiérrez Caba, por Copenhague
- Ana Zamora, por Nise
- Pepe Viyuela, por Esperando a Godot
- María Adánez, por Divinas palabras
- Ernesto Alterio, por Shock (el cóndor y el puma)
- Verónica Forqué, por Las cosas que sé que son de verdad
- Israel Elejalde, por Ricardo III
- Alberto Conejero, por La geometría del trigo
- Julia De Castro, por Exhalación: vida y muerte de De La Puríssima

Jurado:
- Presidente: Antonio Garrigues Walker
- Vocales: Luis María Anson, Manuel Llorente, José Mª García-Luján, Paloma Zuriaga, Mariano Torralba, Robert Muro, Liz Perales, Jaime Siles, Ana Garay, Jesús Fonseca.